# Kamikawa, Hokkaidō
Kamikawa (上川町 Kamikawa-chō) là thị trấn thuộc huyện Kamikawa, phó tỉnh Kamikawa, Hokkaidō, Nhật Bản. Tính đến ngày 1 tháng 10 năm 2020, dân số ước tính thị trấn là 3.500 người và mật độ dân số là 3,3 người/km2. Tổng diện tích thị trấn là 1.049,24 km2.